# TheJournal.ie
TheJournal.ie — ирландская онлайновая газета. Она представляла собой смесь оригинального и агрегированного контента, а затем перешла на полностью оригинальный контент. Сайт был основан в начале 2010 года. В 2010—2011 годах его редактировала Дженнифер О’Коннелл, а с 2011 года по август 2019 года — Сьюзан Дэйли, после чего Шинейд О’Кэрролл перешла на эту должность, а Дэйли была назначена управляющим редактором. В издании работает около 75 человек.

## Награды
TheJournal.ie получил три награды Eircom Spider: за лучший новостной сайт, награду «Цифровой редактор» и Гран-при за лучший сайт в целом. Он также выиграл две награды Irish Web Awards: лучшая онлайн-публикация и Гран-при за лучший сайт. Кроме того, газета получила награду за лучшее приложение для СМИ/издательства на церемонии Appy Awards. В 2020 году TheJournal.ie получил премию Мэри Рафтери за серию подкастов о пожаре в Стардасте.

## Авторы и соавторы
Среди журналистов и репортеров TheJournal.ie - Аоифе Барри, Кристин Бохан, Дараг Брофи, Орла Райан, Эмер Моро, Карл Кинселла и Кристина Финн. Среди других авторов - Рори Хирн и Эмма ДеСуза. Среди авторов, ранее работавших в TheJournal.ie, - Гаван Рейли, Эмер МакЛисагт и Ник Лисон.